# Wella AG
Wella AG — немецкая компания, является одной из ведущих в мире в области средств для ухода за волосами, красок для волос, косметики и парфюмерии. Основанная в 1880 году, Wella AG присутствует в более чем 150 странах. Главный офис компании расположен в городе Дармштадт (Германия).
Компания была основана Францем Штроером. В 2003 году Procter & Gamble выкупил 77,6 % компании за 3,4 млрд евро. В 2016 году P&G продали Wella и ещё около 40 других брендов французско-американской компании Coty. 1 декабря 2020 года инвестиционная компания Kohlberg Kravis Roberts (KKR) выкупила 40 % Wella у Coty. В дальнейшем KKR ещё несколько раз выкупала доли в Wella и на текущий момент владеет 74,1 % компании.